# Finala Campionatului Mondial de Fotbal 2006
Finala Campionatului Mondial de Fotbal 2006 a fost un meci de fotbal, care a avut loc pe 9 iulie 2006 pe Stadionul Olimpic, Berlin pentru a determina câștigătoarea Campionatului Mondial de Fotbal 2006. Italia a bătut Franța la penaltiuri după ce meciul s-a terminat 1-1 în prelungiri. Francezul Zinedine Zidane a fost eliminat din ultimul meci pe care l-a jucat vreodată pentru că l-a lovit cu capul în piept pe italianul Marco Materazzi, deoarece a fost insultat verbal.

## Detaliile meciului
| Italia                                            | 1 – 1 (a.e.t.) (d.p.) | Franța                                |
| ------------------------------------------------- | --------------------- | ------------------------------------- |
| Materazzi 19'                                     | Report                | Zidane 7' (pen.)                      |
| Pirlo · Materazzi · De Rossi · Del Piero · Grosso | 5 – 3                 | Wiltord · Trezeguet · Abidal · Sagnol |

| Italia | Franța |

| ITALY:         |    |                      |    |     |
|                |    |                      |    |     |
| GK             | 1  | Gianluigi Buffon     |    |     |
| RB             | 19 | Gianluca Zambrotta   | 5' |     |
| CB             | 5  | Fabio Cannavaro (c)  |    |     |
| CB             | 23 | Marco Materazzi      |    |     |
| LB             | 3  | Fabio Grosso         |    |     |
| DM             | 8  | Gennaro Gattuso      |    |     |
| DM             | 21 | Andrea Pirlo         |    |     |
| RM             | 16 | Mauro Camoranesi     |    | 86' |
| LM             | 20 | Simone Perrotta      |    | 61' |
| SS             | 10 | Francesco Totti      |    | 61' |
| CF             | 9  | Luca Toni            |    |     |
| Schimbări:     |    |                      |    |     |
| MF             | 4  | Daniele De Rossi     |    | 61' |
| FW             | 15 | Vincenzo Iaquinta    |    | 61' |
| FW             | 7  | Alessandro Del Piero |    | 86' |
| Antrenor:      |    |                      |    |     |
| Marcello Lippi |    |                      |    |     |

| FRANȚA:          |    |                     |      |      |
|                  |    |                     |      |      |
| P                | 16 | Fabien Barthez      |      |      |
| F                | 19 | Willy Sagnol        | 12'  |      |
| F                | 15 | Lilian Thuram       |      |      |
| F                | 5  | William Gallas      |      |      |
| F                | 3  | Éric Abidal         |      |      |
| M                | 4  | Patrick Vieira      |      | 56'  |
| M                | 6  | Claude Makélélé     | 76'  |      |
| M                | 22 | Franck Ribéry       |      | 100' |
| M                | 10 | Zinedine Zidane (c) | 110' |      |
| M                | 7  | Florent Malouda     | 111' |      |
| A                | 12 | Thierry Henry       |      | 107' |
| Schimbări:       |    |                     |      |      |
| M                | 18 | Alou Diarra         |      | 56'  |
| A                | 20 | David Trezeguet     |      | 100' |
| A                | 11 | Sylvain Wiltord     |      | 107' |
| Antrenor:        |    |                     |      |      |
| Raymond Domenech |    |                     |      |      |

| Omul meciului: Andrea Pirlo (Italia) Arbitrii asistenți: Dario García (Argentina) Rodolfo Otero (Argentina) Arbitrul de rezervă: Luis Medina Cantalejo (Spania) Al cincilea oficial: Victoriano Giraldez Carrasco (Spania) | Reguli: - 90 minute - 30 minute de prelungiri dacă scorul este egal - Lovituri de departajare dacă scorul este egal - 12 numite rezerve, din care trei pot fi utilizate |

### Statistici
Per total
|                                             | Italia | Franța |
| ------------------------------------------- | ------ | ------ |
| Goluri marcate                              | 1      | 1      |
| Total șuturi                                | 10     | 17     |
| Șuturi pe poartă                            | 3      | 6      |
| Posesia balonului                           | 60%    | 40%    |
| Cornere                                     | 5      | 7      |
| Faulturi                                    | 17     | 24     |
| Offside                                     | 4      | 2      |
| Cartonașe galbene                           | 1      | 3      |
| Al doilea cartonaș galben & cartonașul roșu | 0      | 0      |
| Cartonașul roșu                             | 0      | 1      |